# یونی (بازیکن فوتبال)
یونی (انگلیسی: Yoni؛ زادهٔ ۱۹ مارس ۱۹۷۹) بازیکن فوتبال اهل اسپانیا است.
از باشگاه‌هایی که در آن بازی کرده‌است می‌توان به باشگاه ورزشی اشتوریل پرایا اشاره کرد.